# Waśkowo (rejon primorski)
Waśkowo (ros. Васьково) – osiedle w Rosji, w obwodzie archangielskim, w rejonie primorskim. W 2010 liczyło 989 mieszkańców.